# Burnette Glacier
Burnette Glacier är en glaciär i Antarktis. Den ligger i Östantarktis. Nya Zeeland gör anspråk på området. Burnette Glacier ligger 87 meter över havet.
Terrängen runt Burnette Glacier är varierad. Havet är nära Burnette Glacier åt sydost. Trakten är obefolkad. Det finns inga samhällen i närheten. 